# Lethe simulans
Lethe simulans är en fjärilsart som beskrevs av John Henry Leech 1890. Lethe simulans ingår i släktet Lethe och familjen praktfjärilar. Inga underarter finns listade i Catalogue of Life.